# Tarapaca jazz
Tarapaca Jazz je česká hudební skupina působící od roku 2003. Za roky působení prošla zásadním vývojem, během kterého se celkový zvuk pozvolna transformoval z klasického jazzového pojetí do moderních aranžmá a soudobých hudebních stylů.
Těžištěm tvorby byly od počátku působení kapely charakteristické úpravy klasických standardů. Jejich podíl se v celkovém repertoáru s rostoucí vlastní tvorbou postupně zužuje. Nejznámějšími úpravami jsou Well You Needn't, Angel Eyes či Nature Boy. Z vlastní tvorby k nejvděčnějším skladbám patří U.F.O., 12 Bars of Zodiak, Voices, Macropulos a další. Poslední část programu tvoří písně převzaté ze soudobé hudební scény (Alicia Keys, Stevie Wonder, aj.).
Dvorní zpěvačkou byla od samého počátku Eliška Faicová. V současné době v kapele zpívá Petra Kratochvílová. Na mnoha koncertech, ať už jako záskok, nebo po boku Elišky, s kapelou vystupovala Šárka Pexová. Dalšími původními členy jsou saxofonista David Chabr, kytarista Josef Okrouhlík, basista Matěj Tenkl a pianista Jaroslav Bárta, který pro kapelu komponuje, aranžuje a působí jako kapelník. Původního bubeníka Rasťu Bartoše po dvou letech nahradil Tomáš Hájek. Tomáše nedávno nahradil nový přírůstek, kapelnický benjamínek, Petr Baláš. Po ročním působení Petra Baláše se opět ke kapele vrátil za bicí Tomáš Hájek. Při výjimečných příležitostech společně s kapelou vystupuje i devítičlenná vokální sekce.
V této sestavě kapela absolvovala bezpočet vystoupení. Tarapaca jazz se představila v předním jazzovém klubu v Berlíně a uskutečnila turné po Čechách a Moravě. V letech 2004 a 2005 natočila Tarapaca Jazz dva demo snímky.
Na přelomu roku 2012 a 2013 natočila kapela debutové album Voices, které 17. května 2013 pokřtila v táborském divadle Oskara Nedbala.

## Sestava
- Petra Kratochvílová – zpěv
- Jaroslav Bárta – klávesové nástroje
- David Chabr – saxofon
- Josef Okrouhlík – kytara
- Matěj Tenkl – baskytara
- Tomáš Hájek – bicí

## Diskografie
- Voices (2013)